# Asesinatos de Kosteki y Santillán
El asesinato de Kosteki y Santillán, también conocido como Masacre de Avellaneda, es el nombre que recibe la serie de eventos que tuvieron lugar el 26 de junio de 2002 en la ciudad argentina de Avellaneda, en las inmediaciones de la estación de tren local. En esa fecha, dos jóvenes del sur del conurbano bonaerense, Maximiliano Kosteki (22 años, de Guernica) y Darío Santillán (21 años, de Quilmes), fueron asesinados por policías durante una manifestación en el Puente Pueyrredón; tras esto la misma institución intentó ocultar y tergiversar los hechos para eludir su responsabilidad.
Estos dos crímenes de Estado provocaron una crisis política que apresuró la salida del gobierno del presidente interino Eduardo Duhalde, quien convocó a elecciones a Presidente para el año siguiente. En el aspecto penal, la justicia argentina condenó a prisión perpetua a dos altos oficiales de la policía bonaerense.

## Antecedentes y situación social

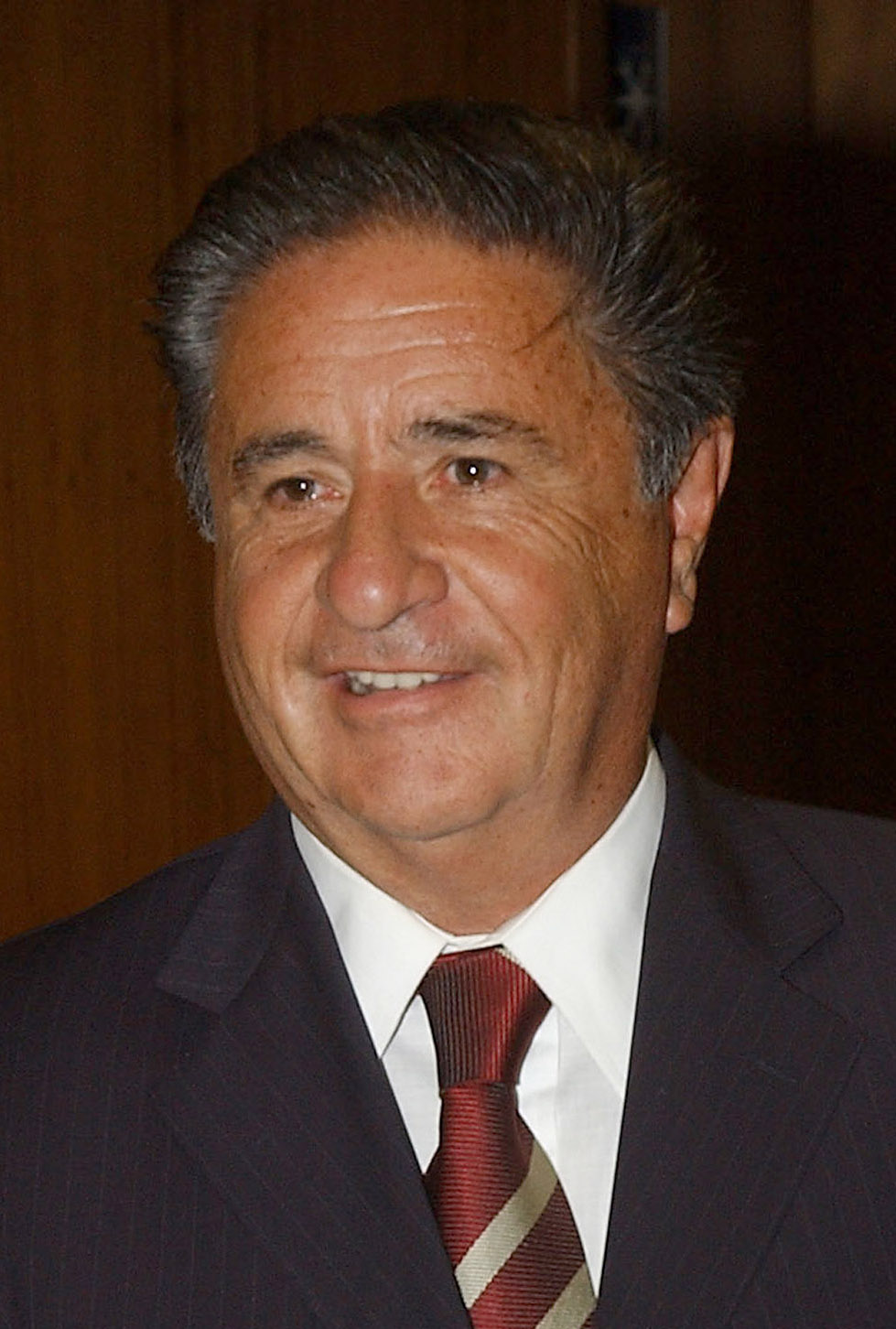
Eduardo Duhalde, presidente interino y líder del Partido Justicialista durante el momento de los hechos.

Este evento se encuentra estrechamente relacionado con la crisis de diciembre de 2001, que provocó la renuncia del presidente Fernando de la Rúa. Debido a que el vicepresidente Carlos Álvarez había renunciado el 6 de octubre de 2000, la presidencia fue asumida por el presidente de la Cámara de Senadores, Ramón Puerta, quien ―actuando de acuerdo a la ley 20972 de acefalía presidencial―
convocó a una asamblea legislativa para elegir un nuevo presidente. Resultó elegido Adolfo Rodríguez Saá, quien solo permaneció en el cargo una semana. Rodríguez Saá fue sucedido por Eduardo Camaño y este por Eduardo Duhalde.
El 5 de enero de 2002, el Senado de la Nación aprobó un proyecto de ley que ordenaba la devaluación del peso argentino (por primera vez en diez años) con fines de mejorar la competitividad frente a los productos importados.
En un principio, esta medida agudizó la crisis y el peso llegó a perder un 75 % de su valor en 6 meses.
Durante ese año, las protestas, cacerolazos y cortes de ruta fueron frecuentes,
al igual que los hechos violentos o delictuosos, junto con la represión de parte de la policía.
Todo esto configuró una situación casi generalizada de anarquía, propiciada por una acusada brecha social.
Según datos oficiales del SIEMPRO (Sistema de Información, Evaluación y Monitoreo de Programas Sociales), un organismo que dependía de la Presidencia de la Nación, en mayo de 2002 el 51,4 % de la población (unas 18.2 millones de personas) se encontraban por debajo de la línea de pobreza y la cantidad de indigentes aumentó en los primeros cinco meses de ese año un 42,5 % (unas 7,8 millones de personas). La línea de pobreza se encontraba en ese mes en ganar menos de 626 pesos mensuales (unos 155 dólares) para una familia de cuatro integrantes, y la de indigencia en menos de 266 pesos (unos 66 dólares). Según el INDEC, en ese período la canasta básica de alimentos aumentó su valor un 35,7 %.
En el Gran Buenos Aires, se dio un aumento de 2500 pobres y 1625 indigentes por día, en el período entre mayo de 2000 y mayo de 2002.
También se puede citar la evolución de las organizaciones piqueteras. El germen de los futuros movimientos fueron las protestas a la monopolización de los punteros por la distribución de los planes sociales, que rompieron con el clientelismo político.
La segunda etapa la constituyeron las primeras marchas de protesta y la tercera fue la organización definitiva de movimientos estables. Estas etapas se fueron sucediendo entre 1998 y el primer semestre de 2002. En la mayoría de estos movimientos existía la meritocracia basada en el esfuerzo individual dirigido al logro de las metas grupales. Tomando como ejemplo a la Corriente Clasista y Combativa que mantenía una lista con puntajes asignados sobre la base de logros «combativos» o de «organización». Este método estaba destinado a garantizar que sus miembros colaboraran en las marchas y asambleas y favorecían la toma de riesgos, llegado el momento.

## El suceso
En este marco, varias organizaciones planearon una movilización masiva para el 26 de junio de 2002, cuyas consignas eran: aumento general del salario, una duplicación de 150 a 300 pesos (50 a 100 dólares estadounidenses, respectivamente) en el monto de los subsidios para los desocupados, más alimentos para los comedores populares y solidaridad con la fábrica ceramista Zanón, ante el peligro de ser desalojada. Cuando la columna de manifestantes llegó al puente Avellaneda, ya se encontraba en el lugar un fuerte operativo de las fuerzas de Seguridad impidiendo el acceso a los principales puentes de ingreso a la ciudad de Buenos Aires, logrando así su aislamiento geográfico por su frontera sur. Así y todo, los manifestantes fueron desalojados del lugar violentamente por efectivos de la Policía Federal, la Policía de la Provincia de Buenos Aires, Gendarmería Nacional y Prefectura Naval.
El MTD (Movimiento de Trabajadores Desocupados) no logró cortar el Puente Pueyrredón,
siendo desalojados previamente por la policía provincial. Entre ellos se encontraban dos jóvenes:
- Maximiliano Kosteki (22 años, de la ciudad de Guernica)[17][18][19] y

- Darío Santillán (21 años, de la ciudad de Lanús).[20][21][22][23]

Ambos estaban agrupados en la Coordinadora de Trabajadores Desocupados Aníbal Verón.
Este desalojo dejó un saldo de 33 heridos.
Santillán fue baleado en el arco de Carrefour, a una cuadra y media de la estación de tren.
Una cámara del noticiero de Canal 7 filmó el momento en que dos efectivos de la policía provincial dispararon sobre los manifestantes,
que en ese momento se encontraban separados del resto. También existen varias fotos del fotógrafo independiente Sergio Kowalewsky
y del fotógrafo de Clarín Pepe Mateos.
Esas evidencias resultaron clave en el curso de la investigación.

## Biografías de Kosteki y Santillán

### Maximiliano Kosteki
Maximiliano Kosteki nació el 3 de julio de 1979 en Lomas de Zamora.
Tenía tres hermanas, Mara, Julieta y Vanina.
Estudió en la escuela con orientación artística del Museo Sempere (en Burzaco), donde aprendió dibujo, pintura, escultura, cerámica, grabado y fileteado.

Participó de un taller literario en Lomas de Zamora e hizo un curso de escultura en la Casa de Cultura de Glew. Hacía malabares y capoeira, tocaba muy bien el bajo eléctrico y la armónica, pero lo que más le gustaba hacer era dibujar, pintar y escribir.
El 1 de mayo de 2002, Maximiliano Kosteki fue por primera vez a una manifestación, en Plaza de Mayo. Ese día conoció los proyectos del Movimiento de Trabajadores Desocupados de Guernica: un comedor, una huerta, una panadería y una biblioteca.
Comenzó a ir a las reuniones. En las siguientes seis semanas donó todos sus libros. Un día apareció con un tambor-container de hierro con el que construyeron un horno de pan. También ayudó a construir un enrejado para proteger la huerta. Así transcurrió su militancia en el MTD ―de pocas semanas― hasta que llegó su primer y último piquete.
Fue asesinado el 26 de junio de 2002. Faltaba una semana para el 3 de julio de 2002, en que iba a cumplir 23 años.

### Darío Santillán
Darío Santillán nació el 18 de enero de 1981 en el barrio Don Orione (en la ciudad de Claypole).
Su padre se llama Alberto Santillán.
A los 15 años aprendió primeros auxilios, y en marzo de 1998 (a los 16 años) empezó a militar en su escuela secundaria: tuvo su primera actividad política en una agrupación de estudiantes secundarios de las localidades de Quilmes y de San Francisco Solano (donde estaba cursando la escuela secundaria).
En el año 2000 su pequeña organización confluyó con otras para fundar el Movimiento de Trabajadores Desocupados (MTD) de Almirante Brown, que luego se integró a la Coordinadora de Trabajadores Desocupados Aníbal Verón, en homenaje al trabajador salteño asesinado durante un piquete en noviembre del año 2000.
Pasó los últimos dos años y medio de su vida dedicándose a organizar a los desocupados del barrio Don Orione, en Claypole, donde vivía.
Ayudó a construir casas como albañil, y colaboró en la organización de las bibliotecas populares en varios barrios.
Trabajó todo el año 2000 con los Movimientos de Desocupados, primero en Claypole y después, en el año 2002, se mudó a la ciudad de Lanús, donde militó en el MTD de esa ciudad.
Siguió formando parte de la coordinadora Aníbal Verón, en la cual confluían distintos movimientos de la zona sur del Gran Buenos Aires.
En junio de 2002 participó en la toma del puente Pueyrredón. En el MTD de Guernica, en tanto, militaba desde hacía dos meses Maximiliano Kosteki, de casi 23 años, que planeaba estudiar Bellas Artes en la Universidad de La Plata.
Cerca de la casa de Darío Santillán ―en la manzana 2, avenida Monteverde y Eva Perón, en el barrio Don Orione― los vecinos pintaron un «Mural de Darío y Maxi».

## Investigación judicial

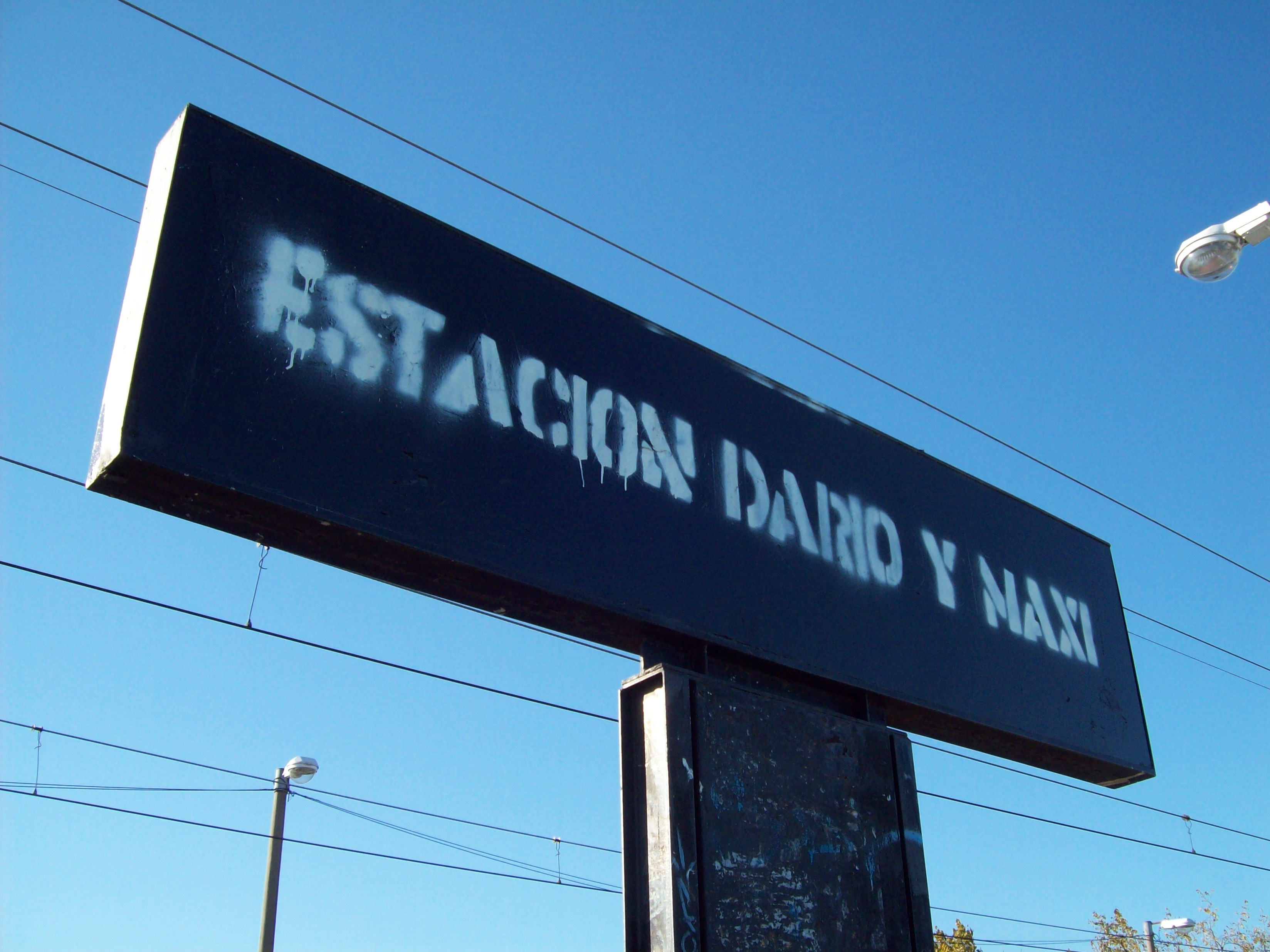
Nomenclátor de la exestación Avellaneda, actualmente Estación Darío Santillán y Maximiliano Kosteki.

El caso fue tomado por el fiscal Juan José González, quien ―motivado por los resultados de la autopsia― solicitó la requisión de las armas de los 120 policías que actuaron ese día. Pese a que el comisario Alfredo Fanchiotti declaró públicamente que su unidad solo disponía de balas de goma y que los efectivos se encontraban a 100 metros de distancia del lugar de los hechos, la autopsia reveló que las víctimas fueron asesinadas desde una distancia menor a 10 metros con perdigones de plomo disparados por una escopeta Ithaca calibre 12.70. Los efectivos tenían ese día a su disposición siete ejemplares de ese modelo, uno en manos del propio comisario.
La bala que mató a Kosteki le impactó en medio del tórax y la que mató a Santillán le seccionó la aorta y atravesó el coxis.
Santillán se encontraba en la primera línea de manifestantes, en la avenida Mitre, armado con una barra o un palo. Dado que el comisario también estuvo ahí, donde recibió una herida en el ojo izquierdo y un golpe que le hizo sangrar el cuello, una hipótesis afirma que Alfredo Fanchiotti llegó a la estación en persecución de los piqueteros más combativos. Dado que la mayor parte de la evidencia física desapareció, se cree que por una medida de limpieza de parte de la propia policía, los testigos se convirtieron en piezas claves para resolver cómo se sucedieron los hechos. Si bien los hechos ocurridos en el momento en que a Kosteki le dispararon nunca quedaron claros, hubo una gran cantidad de testigos que culparon a la policía del asesinato de Santillán, e incluso uno de ellos acusó directamente al comisario. Aunque otro afirmó que este pasó de largo «casi a la carrera» por el lugar en donde Santillán se encontraba socorriendo a Kosteki, lo que desconcertó a los investigadores porque no concuerda con la hipótesis de que fue quien realizó el disparo. De acuerdo a la reconstrucción de los hechos, el cabo Alejandro Acosta pasó a ser el principal sospechoso de ser autor material del mismo.
El 27 de mayo de 2005 comenzó el juicio y el 9 de enero de 2006 se leyó la sentencia del Tribunal Oral n.º 7 de Lomas de Zamora. Alfredo Fanchiotti y Alejandro Acosta fueron condenados a cadena perpetua por doble homicidio y siete tentativas de homicidio. El comisario Félix Vega y los principales Carlos Quevedo y Mario De la Fuente fueron sentenciados a cuatro años de prisión por encubrimiento agravado. Los otros dos acusados de encubrimiento, el oficial Gastón Sierra y el cabo Lorenzo Colman, fueron condenados a tres y dos años de cárcel, respectivamente. El expolicía Celestino Robledo recibió la pena de diez meses por «usurpación de autoridad», ya que actuó en la represión aunque ya no era policía. Además, se iniciaron causas a los funcionarios Carlos Soria, Jorge Vanossi y Oscar Rodríguez por falso testimonio.
Se estima que unas 500 personas se congregaron en diversos puntos para aguardar la lectura de la sentencia.

## Consecuencias políticas
La represión fue ordenada por el gobernador de la provincia de Buenos Aires, Felipe Solá. Este declararía ante la prensa que aquel doble crimen fue «el momento más crítico de su administración».
En julio de ese mismo año el presidente le pidió la renuncia al ministro de Justicia, el radical Jorge Vanossi.
Estaba previsto que el mandato interino de Eduardo Duhalde terminara el 10 de diciembre de 2003 (que era la fecha en que hubiera terminado el Gobierno de Fernando de la Rúa). Las elecciones presidenciales estaban programadas para el 27 de octubre de dicho año. No obstante, tras los hechos, Duhalde decidió adelantar las elecciones para el 27 de abril de 2003, con balotaje el 18 de mayo y el traspaso de mando para el 25 de mayo, además de renunciar a toda pretensión de reelección. De esta forma, Duhalde decidió apoyar al candidato santacruceño Néstor Kirchner, quien resultó presidente luego de la renuncia de Carlos Menem al balotaje en dichas elecciones cuatro días antes.
Cada 26 de junio los piqueteros suelen movilizarse hasta el Puente Pueyrredón, Avellaneda, en memoria de los compañeros asesinados y en reclamo de justicia para los autores ideológicos de la masacre. La jornada consiste en el corte del puente toda la noche del 25 mediante una vigilia y la movilización por sobre él, el 26.

## Homenajes

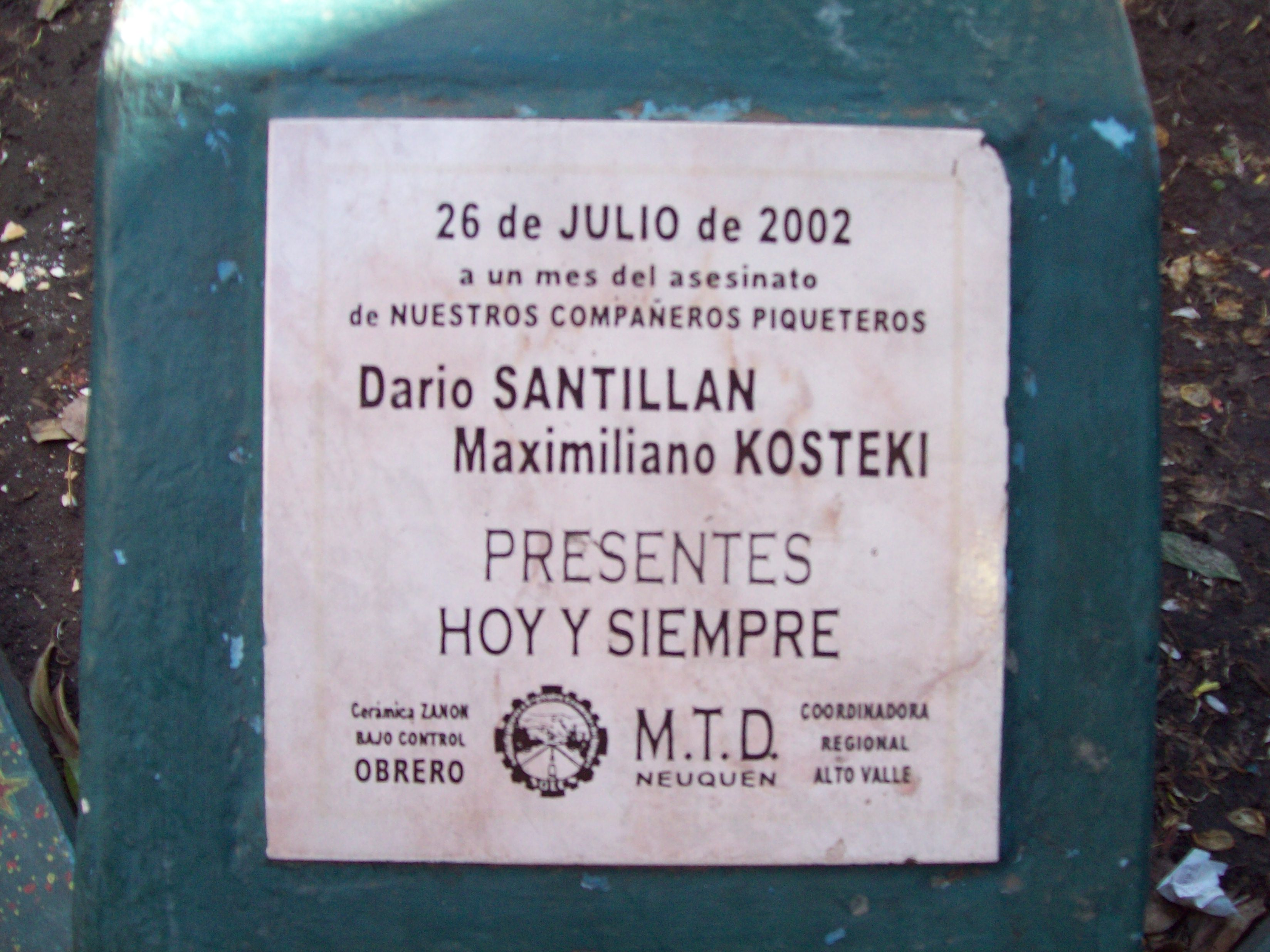
Placa en homenaje en la estación Darío y Maxi.

El 28 de junio de 2003 se inauguró la exposición de dibujos y pinturas de Maxi Kosteki en la fábrica recuperada bajo gestión obrera Grissinópoli.
El historietista Miguel Rep llamó a Kosteki «el artista que no dejaron ser».
Hoy en día, junto a Darío Santillán, Kosteki es recordado por todos los movimientos sociales argentinos como un luchador del pueblo. Un centro cultural de la ciudad con su nombre y decenas de murales evocan su labor y las circunstancias de su muerte.
El 3 de diciembre de 2013, mediante la Ley 26900, se denominó a la estación de Avellaneda como «Darío Santillán y Maximiliano Kosteki».

### Documental

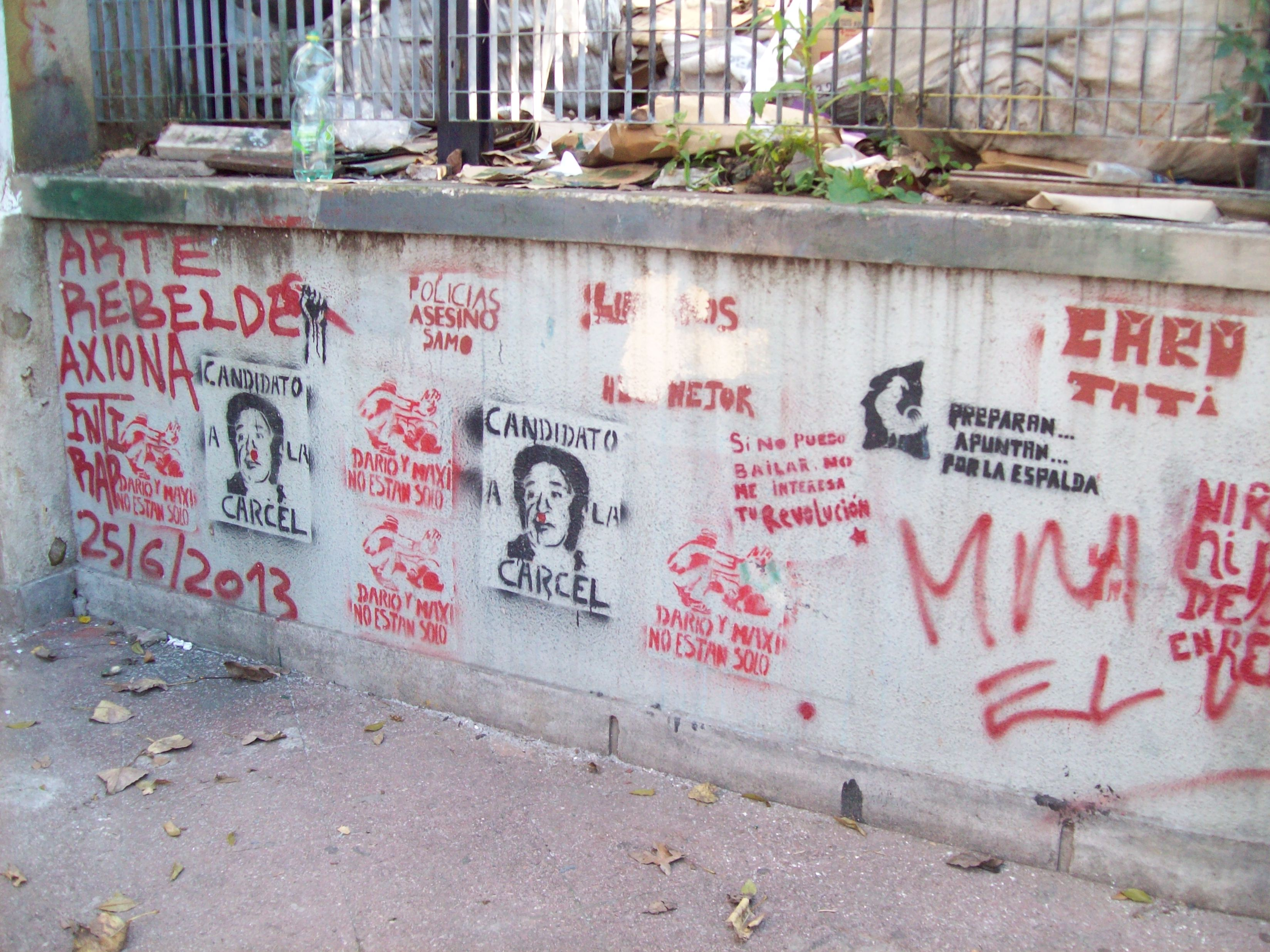
El hall de entrada de la exestación Avellaneda (actual estación Darío Santillán y Maximiliano Kosteki) contiene varios grafitis con reclamos de justicia.

En 2006 se presentó el documental La crisis causó 2 nuevas muertes, que analiza mediante entrevistas el supuesto papel que habría desempeñado el diario Clarín en el encubrimiento mediático del asesinato de Kosteki y Santillán.
El diario Clarín tenía fotos
que demostraban el asesinato por parte de la policía, pero decidió ocultarlas,
y recién fueron publicadas un día después.

### Poema dedicado a Darío Santillán yMaxiKosteki
De la rebeldía del mundo.
Acaso para que el mundo y nuestras vidas
no murieran del todo.
O, mejor dicho,
para resucitarnos.
La mano de Darío más bella que nunca
porque ahora esa mano era de todos,
como un inviolable, feroz y dulce deseo…
Vicente Zito Lema

### Estudios sociológicos
Este caso es recurrente como fuente de estudio sociológico, ya sea tanto del comportamiento individual de las organizaciones piqueteras, las fuerzas de seguridad, la prensa, los políticos y la población en general, como de su interrelación, estudiándose no solo los hechos ocurridos ese día, sino también los antecedentes y consecuencias de los mismos.

### Organizaciones piqueteras
Las movilizaciones de diciembre de 2001 se caracterizaron por ser espontáneas y no estar representadas por organizaciones sociales de ningún tipo. Sin embargo, a medida que avanzaba el año 2002 el nivel de organización fue en aumento, llegando a un pico en junio de ese año, para descender a comienzos de 2003.
Para el doctor en Historia Gonzalo Pérez Álvarez, este incidente marcó un punto de inflexión en la historia del país y de la organización de las clases obreras, marcando el inicio de un descenso de las movilizaciones a nivel nacional y la incidencia política de los movimientos. Según su hipótesis, esto se debe a un cambio en la estrategia del Gobierno, que pasa de la represión a la de negociación. Instaurando en la opinión pública una visión de antología entre «los que quieren trabajar» y «los que siempre se quejan», apoyada en buena parte por los medios de comunicación.
Según Ástor Massetti y Ernesto Villanueva, la organización piquetera siguió un esquema que fue de menor a mayor organización, que inició en 1998 y tuvo su auge en junio de 2002.
Desde entonces fue decreciendo y finalizó siendo institucionalizada por el oficialismo en 2004, ya bajo el gobierno de Néstor Kirchner (piqueteros oficialistas). El punto de inflexión fue la Masacre de Avellaneda y el repudio social a la represión, el llamado a elecciones, la masificación del plan Jefes y Jefas de Hogar, la baja del desempleo, las mejoras salariales y presupuestales y otros hechos (tales como acostumbramiento a los cortes de ruta, las denuncias de cobro de «peajes» por atravesar los piquetes, la coacción violenta a colectiveros para llevar gratis a los manifestantes hasta los puntos de reunión, los contracortes de camioneros afectados, las protestas de comerciantes y las denuncias de desabastecimiento) que restaron el apoyo de una parte de la sociedad a los grupos más contestatarios.

### El rol de los políticos del momento
La masacre de Avellaneda fue un momento de inflexión también en la manera de desempeñarse de la clase dirigente.
Según el doctor en comunicación Víctor Ego Ducrot, durante el primer semestre de 2002 el gobierno exacerbó intencionadamente el miedo a los piqueteros a partir de la generalización de algunos casos extremos, creando un estado de paranoia que polarizó a la población, dividiéndola entre los que legitimizaban los reclamos como defensa de la clase trabajadora y quienes aprobaban la represión.